# Kedelhjelm
En kedelhjelm eller kedelhat er en hjelm fremstillet i stål og formet som en hat med skygge. Hjelmene kan have en lang række forskellige udformninger, hvoraf den brede metalskygge er det eneste gennemgående element, og den har det formål at give ekstra beskyttelse til bæreren. Hjelmen har fået navnet fordi den i form minder om en kedel eller en gryde til madlavning. Det engelsk navn er ligeledes kettle hat (kedelhat), mens den på tysk og fransk bliver kaldt hhv. eisenhut og chapel de fer, hvilket begge betyder "jernhat".
Hjelmen blev især brugt af infanterister. Under første verdenskrig begyndte man at producere hjelme der i udformning minder om kedelhatten. Disse hjelme blev også brugt under anden verdenskrig.

## Historie
Kedelhjelmen var almindelig i hele Europa igennem middelalderen, og den blev brugt af alle slags soldater, men primært af infanteri. Den brede skygge gav god beskyttelse mod slag fra oven, som eksempelvis sværdhug fra kavaleri, og var ligeledes velegnet til belejring da skyggen gav beskyttelse mod pile, sten eller andre ting der blev skidt eller kastet fra oven. Ydermere giver skyggen beskyttelse mod solen både i et slag eller under en march.
Ifølge Documentaria Anglo fra 1478, skulle hjelmtypen være blevet produceret første gang i England omkring år 1011, hvilket var 55 år før Slaget ved Hastings.
Selvom hjelmene var billige, blev dog set ned på og kun opfattet som egnede til infanteri, da de ikke havde ynde eller ekstravagance som riddernes hjelme (eksempelvis bascinet- og tøndehjelmen).
Hjelme som ligner kedelhjelmen i udformning findes dog også uden for Europa. De japanske Ashigaru-infanterimænd bar en såkaldt jingasa, der er en hjelm formet lidt ligesom den japanske kulihat.
Da man begyndte at bruge hjelme under første verdenskrig gjorde kedelhatten et comeback, i form af den britiske og amerikanske brodiehjelm (også kaldet en tinhat) og den franske adrianhjelm. Disse hjelme blev også brugt under anden verdenskrig af britiske tropper (herunder også fra Canada og Australien), og senere af amerikanske soldater.
Den britisk-producerede zuckermanhjelm til civil brug i anden verdenskrig blev ligeledes designet til at give mere beskyttelse fra oven til hoved og hals.

## Galleri
- Tegning af soldat iført en kedelhat, udført af Villard de Honnecourt, ca. 1230.
- Kedelhjelm fra Spanien, ca. 1470. På Les Invalides, Paris.
- Kedelhjelm på Malbork i Polen.
- Kedelhjelm fra 1300-talletog rustning fra 1400-tallet på Wasserschloss Glatt, Tyskland.
- Illustration af kedelhat fra 1874.
- Moderne reenacter iført kedelhjelm og rustning i Cordes-sur-Ciel, Frankrig.
- Reenactor iført en kedelhat på Middelaldercentret ved Nykøbing Falster.